# Janine Jackowski

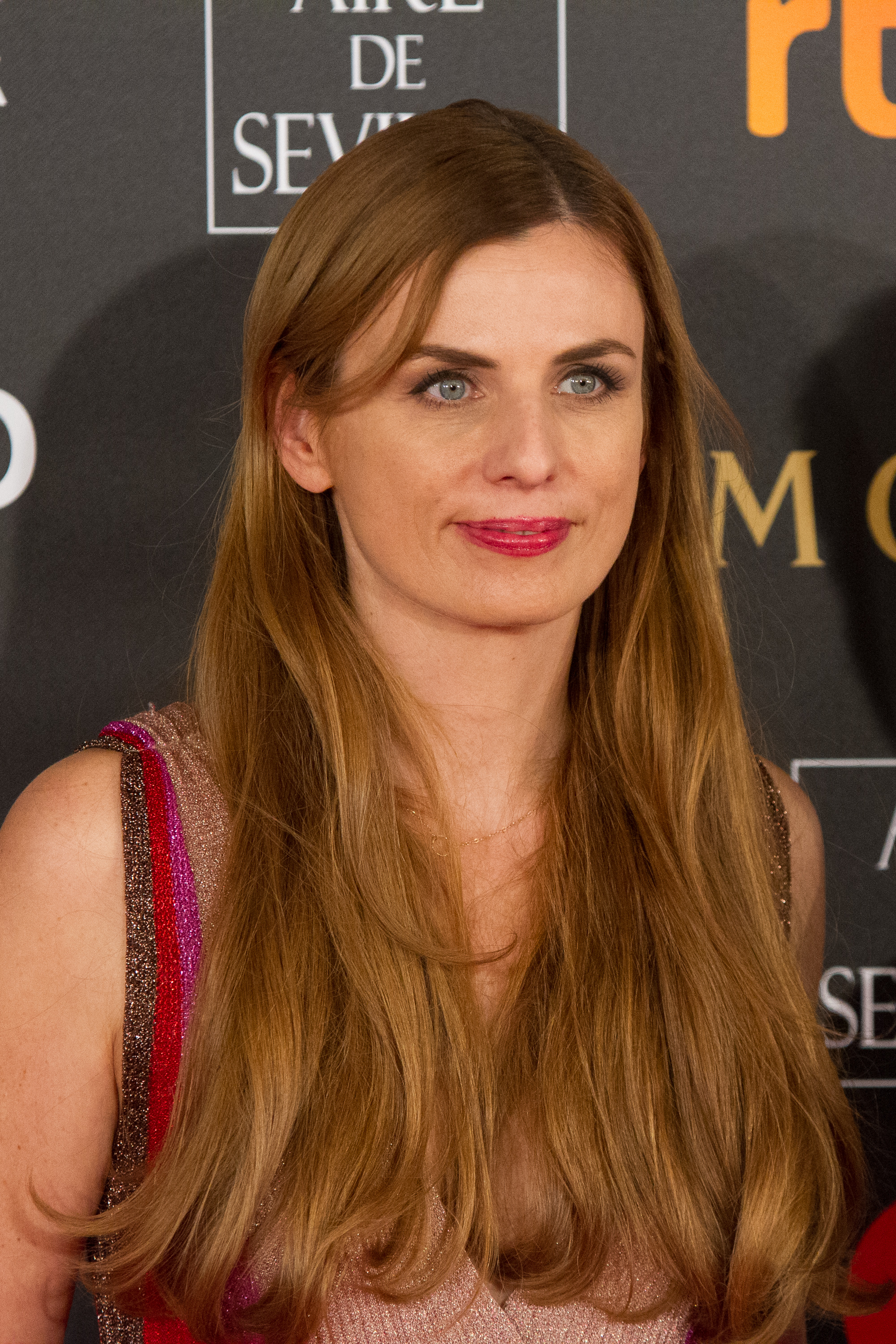
Janine Jackowski (2018)

Janine Jackowski (* 1976 in Frechen) ist eine deutsche Filmproduzentin und Gründerin der Firma Komplizen Film.

## Leben
Jackowski studierte von 1998 bis 2002 Filmproduktion an der Hochschule für Fernsehen und Film München. Während des Studiums gründete sie 2000 zusammen mit Maren Ade die Filmproduktionsfirma Komplizen Film, mit der sie 2003 Ades Abschlussfilm Der Wald vor lauter Bäumen produzierte. Dieser wurde mit dem Special Jury Award des Sundance Film Festivals 2005 ausgezeichnet und für den Deutschen Filmpreis 2005 als Bester Film nominiert.
Jackowski produzierte auch Hotel Very Welcome (2007) und Hedi Schneider steckt fest (2014), die beide unter der Regie von Sonja Heiss entstanden. 2009 produzierte sie Alle anderen, Maren Ades zweiten Spielfilm, der zwei Silberne Bären bei der Berlinale gewann (Beste Darstellerin und Grand Jury Preis). 2011 produzierte sie Ulrich Köhlers Spielfilm Schlafkrankheit, der bei der Berlinale den Silbernen Bären für die Beste Regie gewann. Die Koproduktion Tabu (2012) von Miguel Gomes hatte seine Premiere im Berlinale-Wettbewerb, die Trilogie Arabian Nights in der Director’s Fortnight/Cannes Film Festival 2015. 2016 produzierte sie Maren Ades dritten Spielfilm Toni Erdmann, der im Cannes Wettbewerb uraufgeführt und bei der Oscarverleihung 2017 als deutscher Beitrag für den besten fremdsprachigen Film eingereicht wurde. Der Film wurde in über 100 Länder weltweit verkauft.
Jackowski nahm 2009 am Programm „Producer on the Move“ teil. Sie ist Mitglied des Produzentennetzwerks ACE sowie der Deutschen und Europäischen Filmakademie und gehört dem Vorstand des Produzentenverbandes an. 2019 erhielt sie eine Einladung zur Mitgliedschaft in der Academy of Motion Picture Arts and Sciences, die den Oscar verleiht.

## Filmografie (Auswahl)
- 2000: Ebene 9 (Kurzfilm)
- 2001: Karma Cowboy (Dokumentarfilm)
- 2002: Alles getürkt (Fernsehfilm)
- 2003: Christina ohne Kaufmann (Kurzfilm)
- 2003: Der Wald vor lauter Bäumen
- 2004: 3° kälter
- 2005: Vollgas (Fernsehfilm)
- 2005: Französisch für Anfänger
- 2005: Meine verrückte türkische Hochzeit (Fernsehfilm)
- 2007: Pornorama
- 2007: Hotel Very Welcome
- 2008: Du Bruit dans la Tête – Koproduktion
- 2009: Alle anderen
- 2011: Schlafkrankheit
- 2012: Tabu – Eine Geschichte von Liebe und Schuld – Koproduktion
- 2012: Die Lebenden – Koproduktion
- 2013: Nichts als Regen (Tante Agua) – Koproduktion
- 2013: Redemption (Kurzfilm) – Koproduktion
- 2014: Lügen und andere Wahrheiten
- 2014: Love Island
- 2014: Über-Ich und Du
- 2015: Hedi Schneider steckt fest
- 2015: Arabian Nights
- 2016: Toni Erdmann
- 2016: Scarred Hearts – Vernarbte Herzen – Koproduktion
- 2017: Eine fantastische Frau (Una Mujer Fantástica) – Koproduktion
- 2017: Western
- 2019: O Beautiful Night
- 2019: Giraffe
- 2019: Gut gegen Nordwind
- 2020: Exil
- 2022: A E I O U – Das schnelle Alphabet der Liebe
- 2022: Corsage
- 2024: A Better Place (Fernsehserie)
- 2025: Delicious

## Auszeichnungen
- 2005: Internationales Filmfestival von Locarno – Silberner Leopard für 3° kälter (Jurypreis für den zweitbesten Film)
- 2016: „Hamburger Produzentenpreis für Europäische Kino-Koproduktionen“ beim Filmfest Hamburg für Scarred Hearts – Vernarbte Herzen
- 2016: Europäischer Filmpreis für Toni Erdmann (Bester Film)
- 2017: Nominierung für den British Academy Film Award für Toni Erdmann (Bester nicht-englischsprachiger Film)
- 2017: Deutscher Filmpreis in Gold für Toni Erdmann (Bester Spielfilm)
- 2018: Deutscher Filmpreis in Bronze für Western (Bester Spielfilm)
- 2019: Locarno Festival – Raimondo Rezzonico Preis[3][4]